# Douds, Iowa
Douds, Iowa (енгл. Douds) насељено је место без административног статуса у америчкој савезној држави Ајова.

## Демографија
По попису из 2010. године број становника је 152, што је 13 (-7,9%) становника мање него 2000. године.
| Група             | 2000.       | 2010.       |
| Белци             | 163 (98,8%) | 150 (98,7%) |
| Афроамериканци    | 0 (0,0%)    | 0 (0,0%)    |
| Азијати           | 2 (1,2%)    | 1 (0,7%)    |
| Хиспаноамериканци | 0 (0,0%)    | 0 (0,0%)    |
| Укупно            | 165         | 152         |